# 北京一零一中石油分校
北京一零一中石油分校，原本是北京石油学院附属中学，是一所含初中、高中的公立完全中学，位于海淀区高校林立的学院路，属于海淀区示范性普通高中。后北京一零一中学承办北京石油附中，成立北京一零一中石油分校，聘请熊永昌任校长。

## 历史
北京一零一中石油分校的前身石油附中创建于1960年，最初由北京石油学院建立，教师队伍由北京石油学院的教师和应届毕业生构成。2019年5月22日上午，北京一零一中承办石油附中宣布会在北京石油附中召开。宣布北京一零一中承办北京石油附中，成立北京一零一中石油分校。

## 校园文化[3]

### 铁人精神
铁人指的是石油工人王进喜，一开始，学校作为石油学院的附属中学，在一定程度上传承了王进喜的这种精神。学校从建校伊始，就将“铁人精神”作为学校发展的核心精神，逐步成为学校发展的原则。王进喜的名言“一个人要有骨气，一个队要有志气，一个国家要有名气”也为学校所推崇。

### 五唯文化

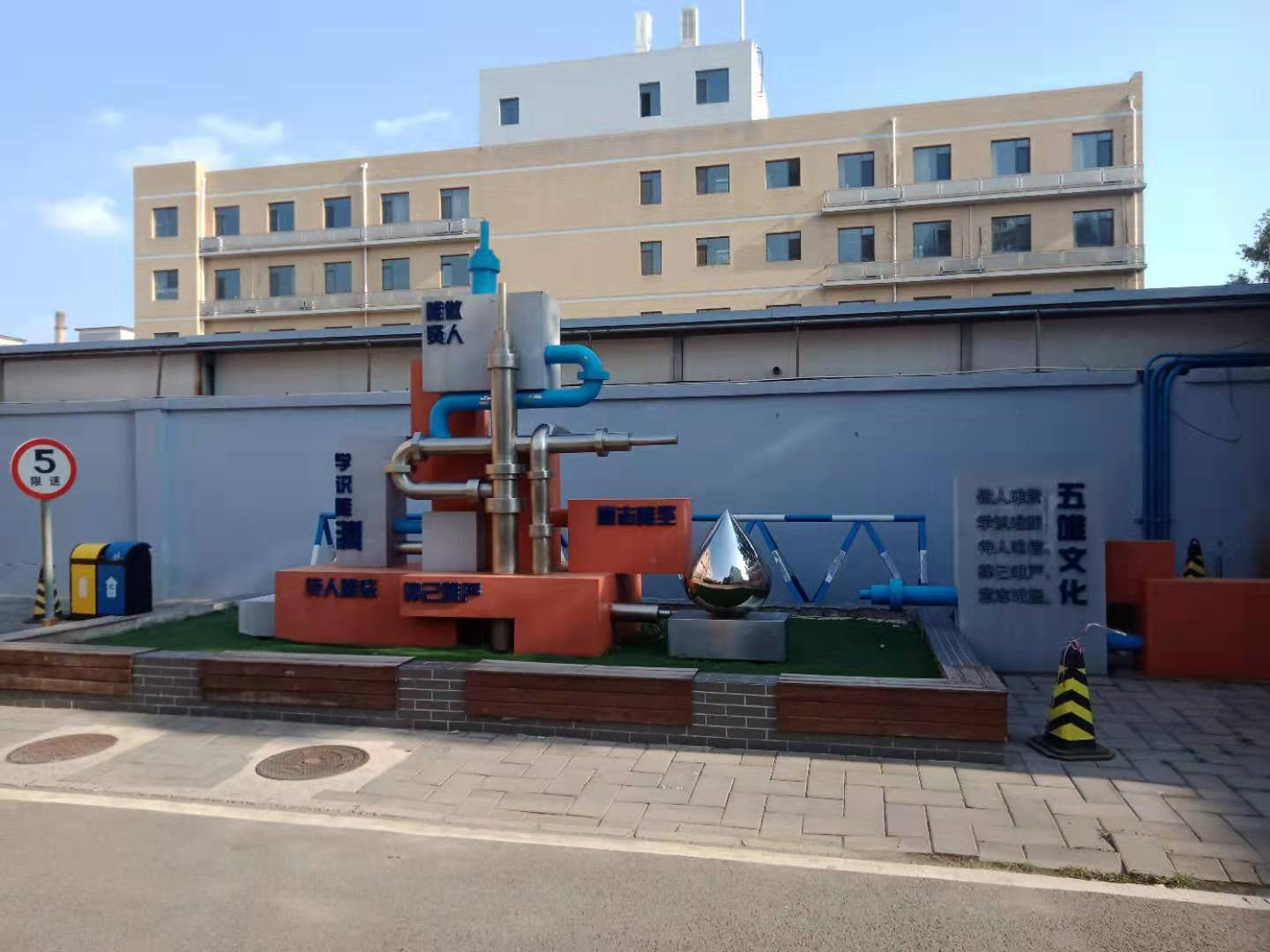
五唯文化雕塑

五唯文化是石油学院附属中学特有的文化，这种文化根基于铁人精神，并从中提炼出“爱国主义、自主创新、人生态度、价值立场、意志品质”五个角度，再由这五个角度衍生而来。它们分别是“做人唯贤，学识唯渊，律己唯严，待人唯信，意志唯坚”，具体意涵分别是“做人唯贤”，做人要德才兼备；“学识唯渊”学习要广博多识；“律己唯严”对自己严格认真；“待人唯信”对别人诚实守信；“意志唯坚”做事坚定顽强。

### 校徽

#### 石油附中时期

石油附中时期的旧校徽

在101中学承办之前，学校的校徽外圈是“北京石油学院附属中学”的中文与英文全称，中心部分的灵感来自于油田上熊熊燃烧的火炬，“石油附中”四字拼音的首字母，则构成了火炬的基座。
在北京101中学承办了石油附中之后，学校的校徽也就采用101中学的校徽了。

#### 北京一零一中石油分校时期
北京一零一中校徽主体是一朵荷花，灵感来源于一零一中校园湖中的荷花，象征着祖国的花朵，象征着莘莘学子。花朵连同勾勒的线条组成类似于“101”的图案，代表一零一中，也寓意着老师对学生的关心与呵护。校徽的红色象征着北京一零一中的革命传统。

## 部门设置[4]
- 校长
  - 德育副校长
    - 学生发展中心
      - 年级主任

    - 体育、艺术、科技教育中心

  - 教育副校长
    - 教学管理中心
      - 教研组长

    - 教师发展中心

  - 后勤副校长
    - 后勤保障服务中心
    - 安全保卫中心

  - 行政服务中心
  - 课程中心

## 办学特点[5]

### 社团
本学校拥有管乐团、舞蹈团、合唱团、书画社、天文社、篮球社、足球社、摄影社、机器人社团等27个学生自主社团，其中天文社最为著名。

### 选修课
学校在深入推进课程改革的进程中，始终坚持“国家课程校本化”的理念，逐步形成了以国家、地方课程为基础，以学科拓展课程为延伸，以小语种（韩、日、西等7类14门）课程为特色的145门校本课程。

### 办学合作
学校在2014年与北京语言大学达成了“优势互补、资源共享、合作共建、协同发展”的合作建设协议，挂牌成立了“北京语言大学附属国际学校”，为学校发展提供了更为广阔的空间。

## 校园景色

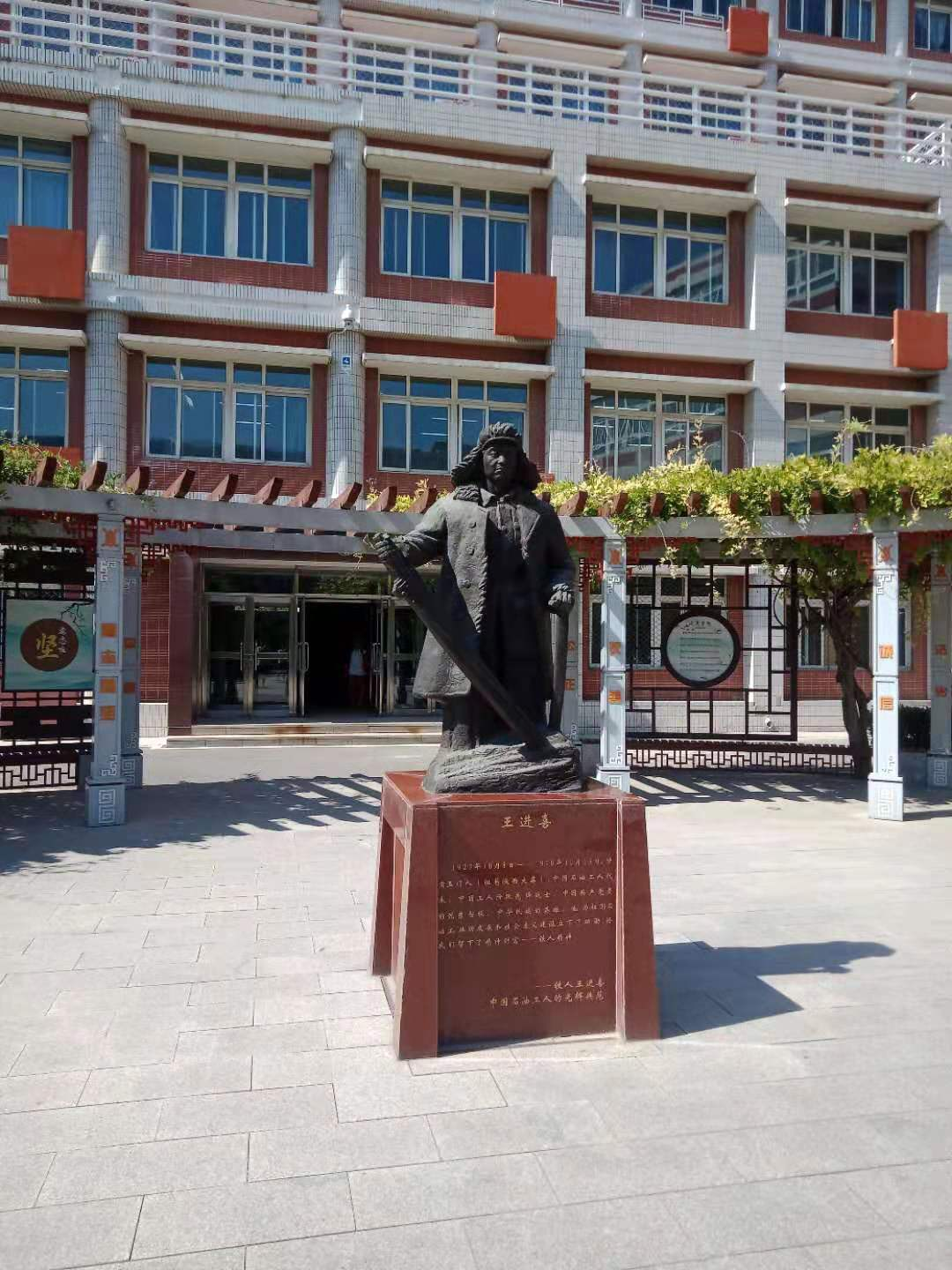
王进喜雕像
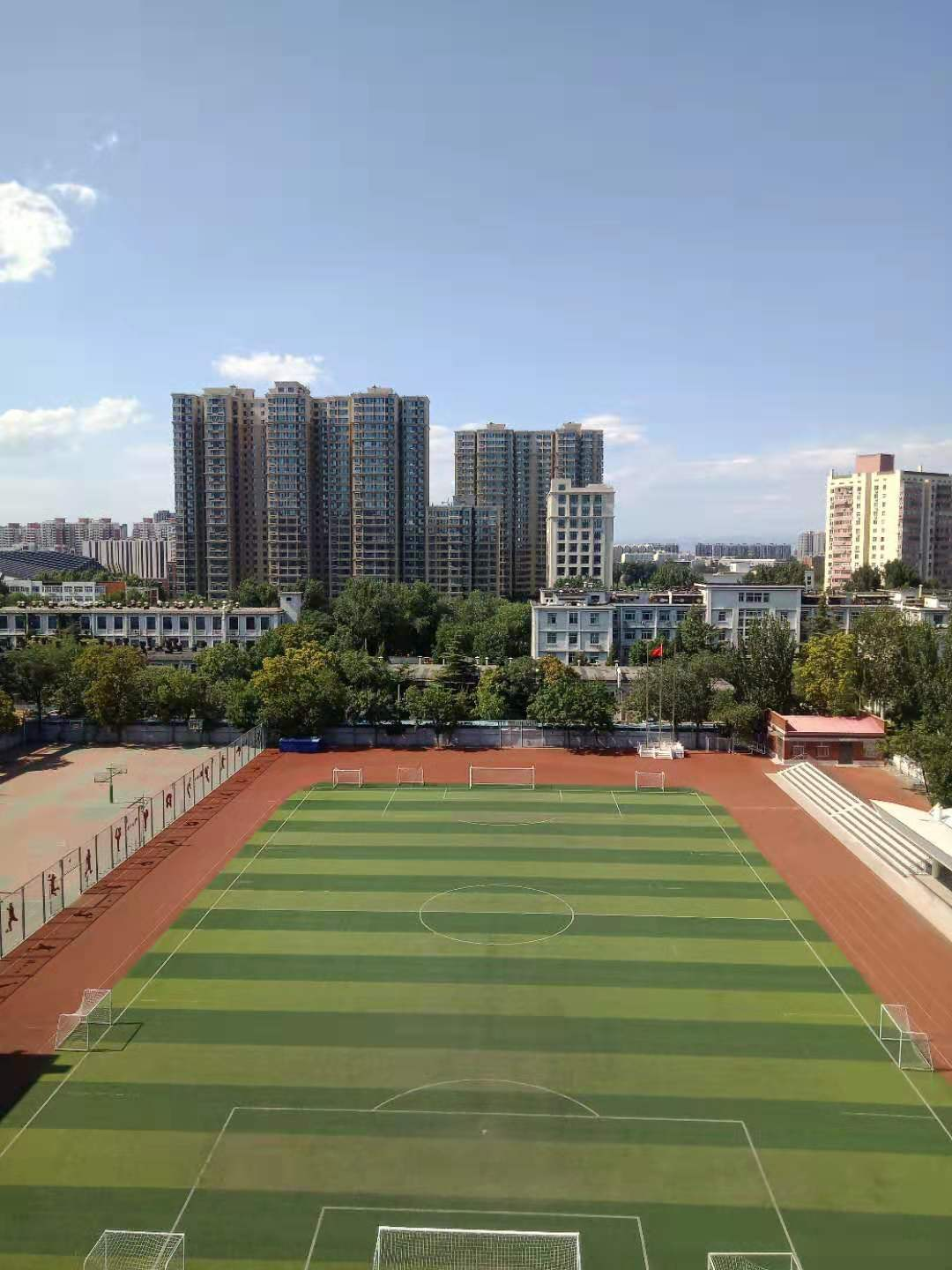
石油附中的操场